# 카를로스 푸에블라

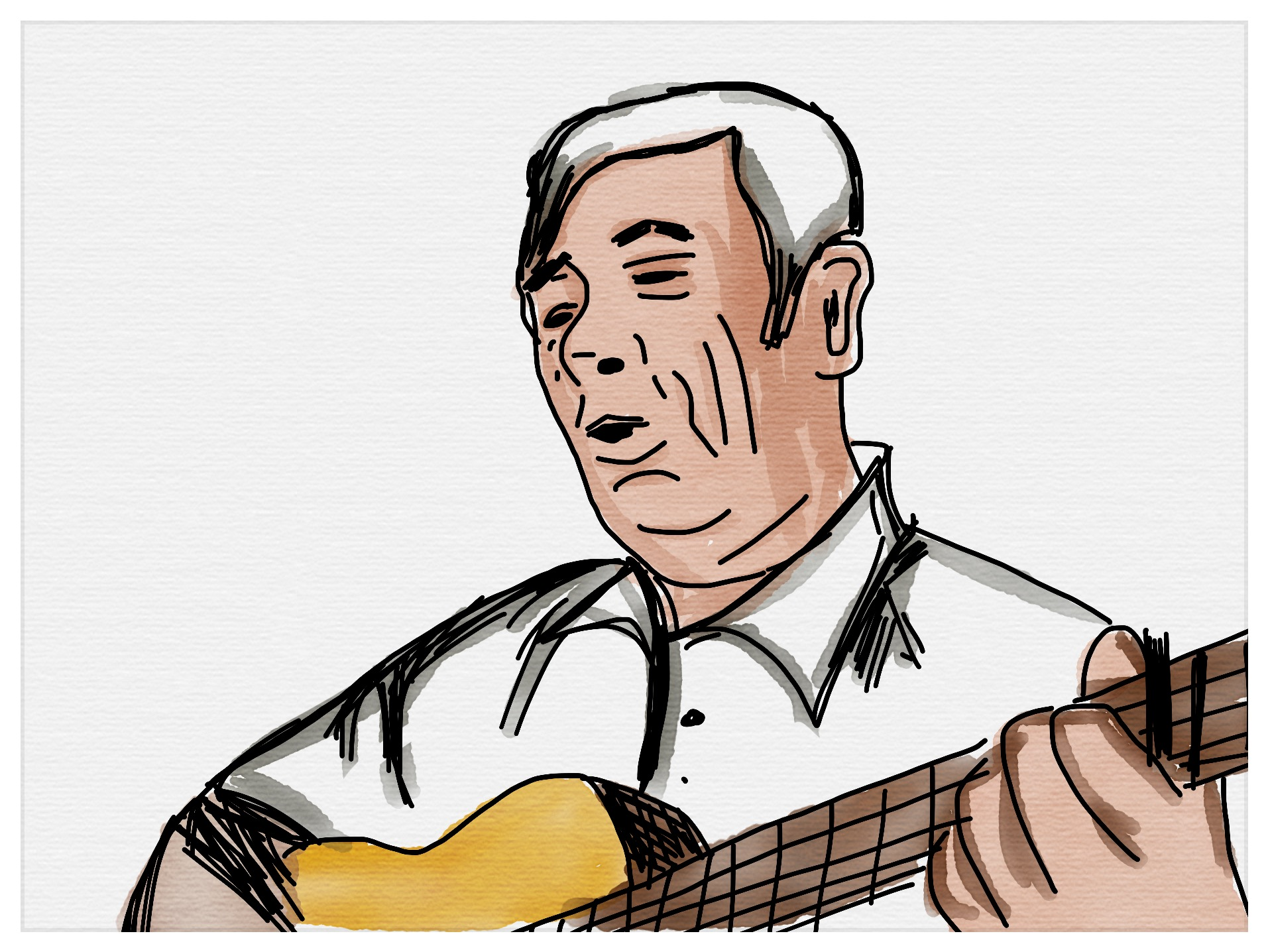
카를로스 푸에블라

카를로스 푸에블라(Carlos Puebla, 1917년 9월 11일 ~ 1989년 7월 12일)는 쿠바의 가수, 기타리스트, 작곡가였다. 그는 볼레로와 민족주의적인 노래를 전문으로 하는 오래된 트로바 운동의 일원이었다.